# Norsk kulturråds ærespris

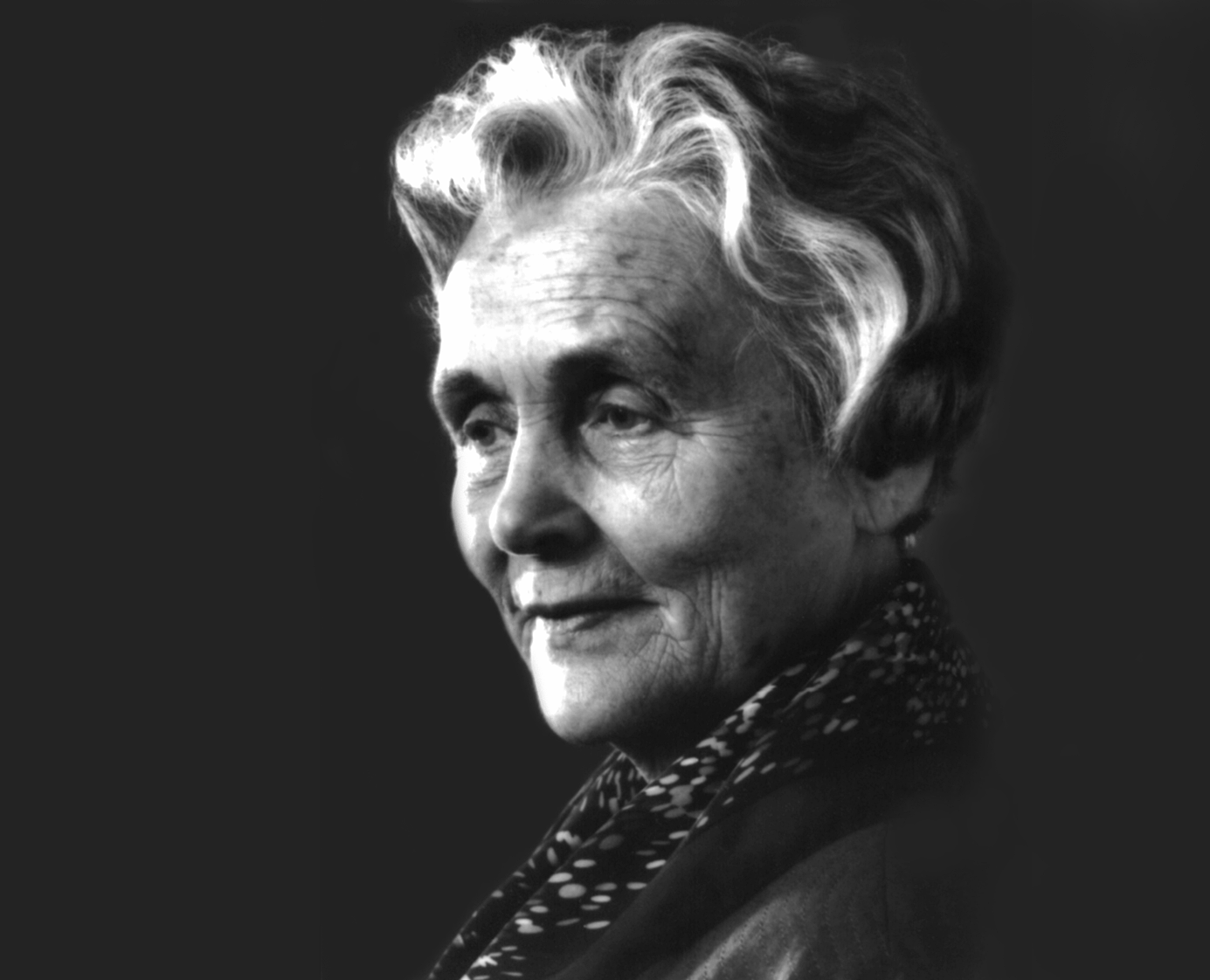
Halldis Moren Vesaas, premiata nel 1982

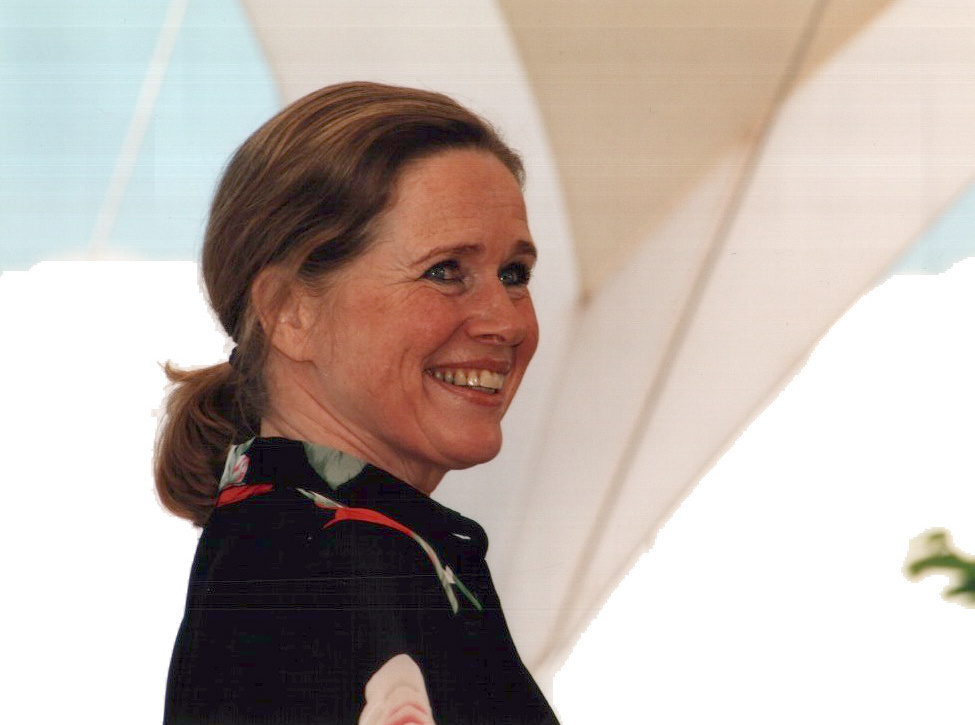
Liv Ullmann, 1997

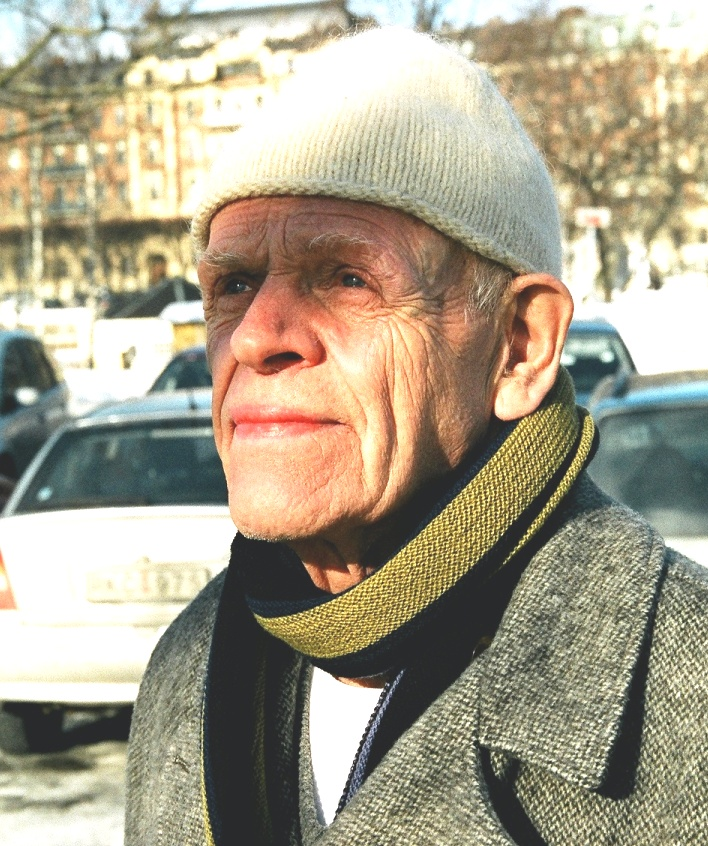
Kjartan Slettemark, 2001

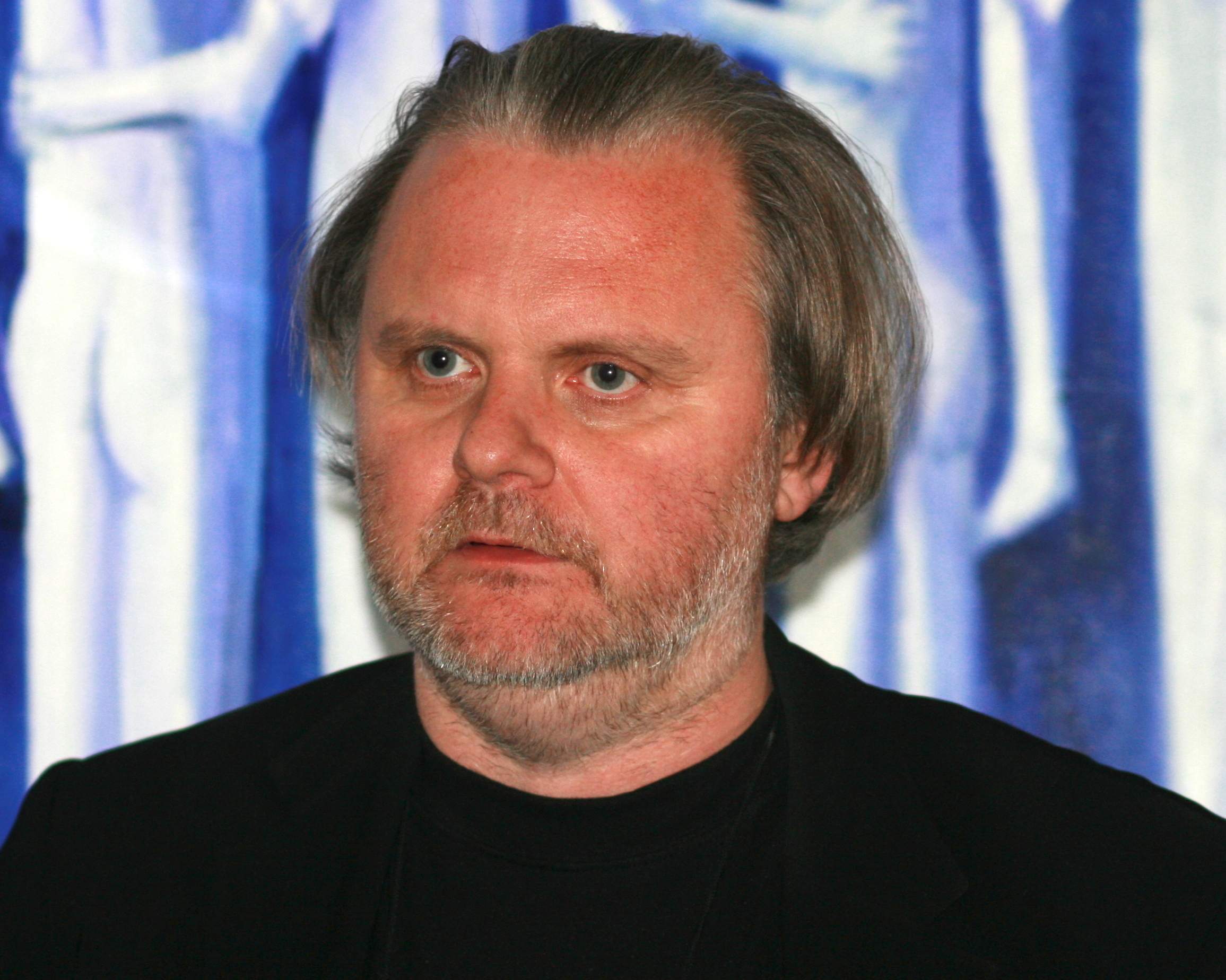
Jon Fosse, 2008

Il Premio Culturale del Consiglio Norvegese (in norvegese: Norsk kulturråds ærespris) viene assegnato ogni anno dal Consiglio delle Arti norvegese alle persone che hanno dato un contributo significante all'arte e alla cultura norvegese. Il comitato del premio non richiede candidature e la decisione viene presa in una riunione chiusa. Non vi è solitamente alcuna motivazione per il premio.
Il premio è in denaro (nel 2005 venivano erogate 500 000 corone norvegesi). Dal trentesimo anniversario del Consiglio (dicembre del 1994) viene assegnata anche una statuetta di un leone in bronzo della scultrice Elena Engelsen.

## Elenco dei premiati
- 1968 – Frits von der Lippe
- 1969 – Hans Peter L'Orange, professore di archeologia
- 1970 – Alf Prøysen, scrittore e cantante
- 1971 – Alf Rolfsen, pittore
- 1972 – Klaus Egge, compositore
- 1973 – Hans Heiberg, scrittore
- 1974 – Hans Jonas Henriksen, proponente della lingua Sami
- 1975 – Ingeborg Refling Hagen, scrittore
- 1976 – Sigbjørn Bernhoft Osa, musicista folk
- 1977 – Ella Hval, attore
- 1978 – Olav Dalgard, direttore di film e critico
- 1979 – Harald Sæverud, compositore
- 1980 – Sonja Hagemann
- 1981 – Erling Stordahl
- 1982 – Halldis Moren Vesaas, scrittrice
- 1983 – Sigmund Skard, professore di letteratura
- 1984 – Helge Sivertsen, statista
- 1985 – Lars Brandstrup, gallerista
- 1986 – Helge Ingstad, avventuriero
- 1987 – Nils Johan Rud, scrittore ed editore di giornali
- 1988 – Arne Skouen, direttore di film
- 1989 – Espen Skjønberg, attore
- 1990 – Arne Nordheim, compositore
- 1991 – Synnøve Anker Aurdal, artista tessile
- 1992 – Iver Jåks, artista
- 1993 – Erik Bye, cantante
- 1994 – Anne-Cath. Vestly, autrice di libri per bambini
- 1995 – Ole Henrik Moe, gallerista, pianista
- 1996 – Arve Tellefsen, violinista
- 1997 – Liv Ullmann, attrice
- 1998 – Sverre Fehn, architetto
- 1999 – Finn Carling, scrittore
- 2000 – Anne Brown, cantante
- 2001 – Kjartan Slettemark, artista
- 2002 – Edith Roger, produttore
- 2003 – Jon Fosse, scrittore e commediografo
- 2004 – Jan Garbarek, sassofonista, compositore
- 2005 – Agnes Buen Garnås, musicista folk
- 2006 – Bruno Oldani, graphic designer
- 2007 – Jon Eikemo, attore
- 2008 – Solveig Kringlebotn, cantante d'opera
- 2009 – Mari Boine, cantante
- 2010 – Tor Åge Bringsværd, autore
- 2011 – Inger Sitter, artista
- 2012 – Soon-Mi Chung e Stephan Barratt-Due, musicista e insegnante di musica
- 2013 – Anne Borg, ballerina e capo balletto
- 2014 – Jan Erik Vold, paroliere, traduttore, letterato, diplomatico e pattinatore sul ghiaccio
- 2015 – Skulpturlandskap Nordland

## Fonti
- Arts Council Norway, su kulturrad.no. URL consultato l'11 dicembre 2011 (archiviato dall'url originale l'11 settembre 2009).